# San Giovanni a Carbonara
Koordinaten: 40° 51′ 21,6″ N, 14° 15′ 37,3″ O
San Giovanni a Carbonara ist ein religiöser Gebäudekomplex in Neapel, am Ende der Via Carbonara. Es handelt sich um eines der bedeutendsten Ensembles von Räumlichkeiten und Kunstwerken des Spätmittelalters und der Renaissance in Neapel, darunter vor allem das berühmte Grabmonument des Königs Ladislao, und Grabkapellen der Familien Caracciolo del Sole und Caracciolo di Vico.

## Geschichte

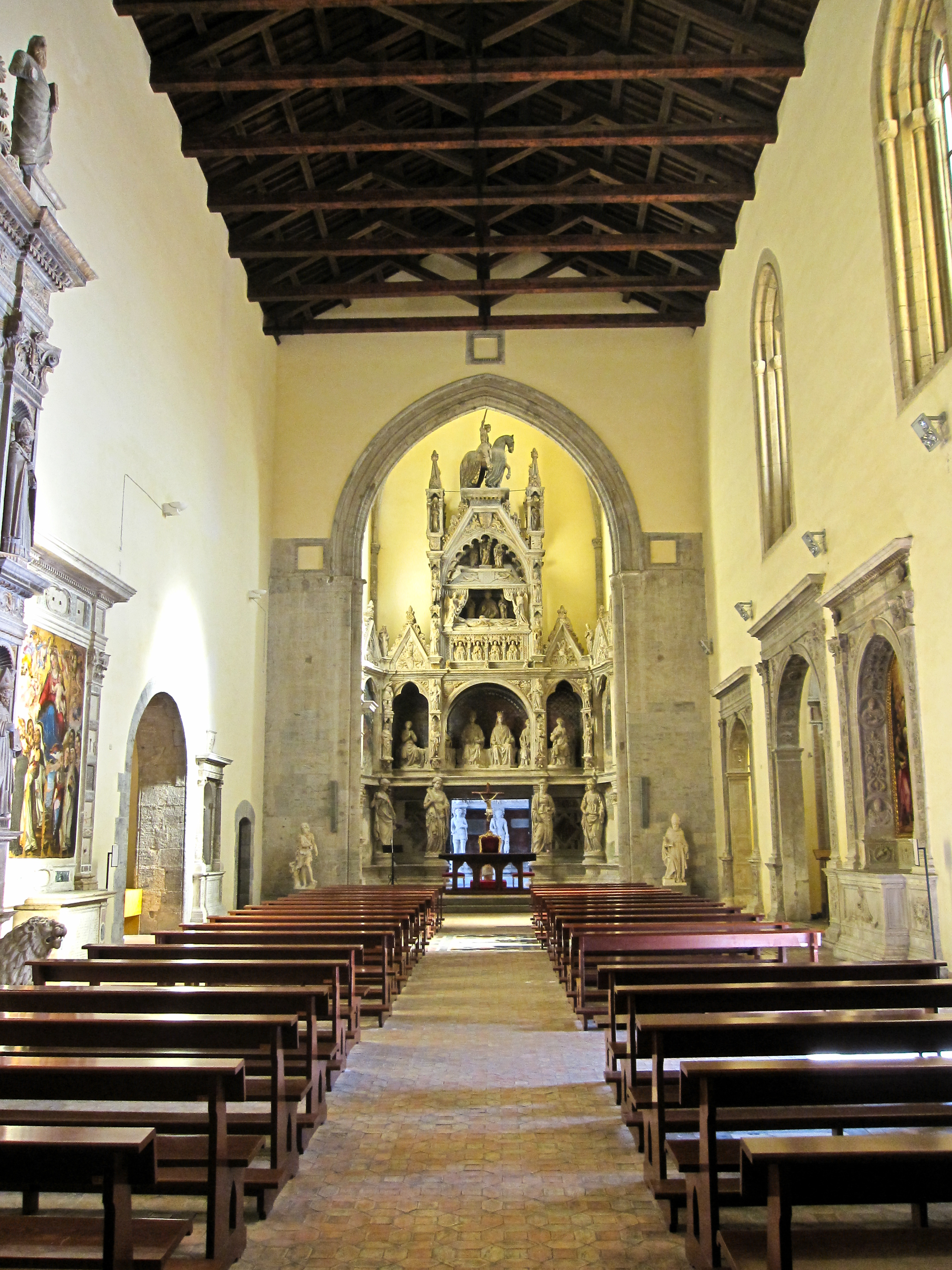
Das Innere von San Giovanni a Carbonara

San Giovanni a Carbonara lag ursprünglich vor der Stadt, in einem Gebiet, wo man einst Müll verbrannte (daher der Beiname Carbonara). Im Mittelalter fanden in dieser Gegend auch viele Turniere statt.
Gualtiero Galeota, ein neapolitanischer Adliger aus dem Geschlechte der di Capua, schenkte 1339 den beiden Mönchen Giovanni d’Alessandria und Dionigi di Burgo mehrere Häuser und Landstücke, auf dem diese eine Kultstätte für den Heiligen Johannes den Täufer errichten sollten. Kirche und Kloster und ein kleiner Kreuzgang wurden mit Unterbrechungen ab 1343 erbaut.
Zu Beginn des 15. Jahrhunderts ließ König Ladislao den ganzen Komplex vergrößern und mit marmornen Dekorationen verschönern und erwählte die Kirche als seine Grablege. Dabei entstand auch ein neuer und wesentlich größerer Kreuzgang, der nach ihm benannt ist (Chiostro del Re Ladislao oder di Ladislao), und wo während der Renaissance Zusammenkünfte berühmter Intellektueller und Humanisten stattfanden, darunter auch Giovanni Pontano, Jacopo Sannazaro und Benedetto Gareth, genannt „Chariteo“.
Auch Ladislaos Schwester Königin Johanna II. bevorzugte das Kloster und schenkte den Mönchen immer wieder beachtliche Summen. Später suchte Karl VIII. während eines Volksaufstandes im Kloster Zuflucht.

Plan des Gebäudekomplexes von San Giovanni a Carbonara:
██Chiesa della Pietatella a Carbonara
██Kirche San Giovanni a Carbonara
██Kreuzgänge des Klosters
██ehemalige Caserma Garibaldi (Kaserne)
██Torri aragonesi (ehem. Stadtmauer)

Nachdem Sergianni Caracciolo, der Liebhaber von Johanna II., nach seiner Ermordung (1427) in der eigens dafür errichteten Kapelle ein Grabmonument erhalten hatte, wurde San Giovanni a Carbonara auch in der Folge von verschiedenen Zweigen der Familie Caracciolo gefördert. So entstand im 16. Jahrhundert die Cappella Caracciolo di Vico als Mausoleum dieses Familienzweiges (siehe unten). Während der ganze Gebäudekomplex um 1513 und 1522 restauriert wurde, stiftete Slancia Caracciolo, die Gräfin von Ailano, 1000 Dukaten für den Bau eines neuen Kreuzgangs, der wegen seiner Lage in der Nähe des Eingangspforte zum Kloster als Chiostro della Porteria bezeichnet wird.
1570 wurde auf Wunsch von Kardinal Marcello Seripando ein weiterer Kreuzgang (der Chiostro Nuovo) errichtet, wo eine bedeutende Bibliothek untergebracht war, die bis 1729 bestand. In diesem Jahr wurden auf Befehl Kaiser Karls VI. beinahe alle Manuskripte und griechischen und lateinischen Codices aus dieser Bibliothek nach Wien überführt. Andere Teile der Bibliothek gingen während der zehnjährigen französischen Herrschaft unter Murat zu Beginn des 19. Jahrhunderts verloren, der Rest befindet sich heute in die Biblioteca Nazionale von Neapel.
Nach dem verheerenden Erdbeben von 1688 mussten die Gebäude restauriert werden und die Mönche entschieden, im Kloster ein Noviziat und ein Internat einzurichten. Dieses wurde von den Söhnen einiger der einflussreichsten Adelsfamilien von Neapel frequentiert und war ein bedeutendes Zentrum des Humanismus und der Wissenschaften. Im 18. Jahrhundert wurde außerdem eine Schule für die Dienerschaft der Adligen gegründet, die auch eine eigene Kapelle erhielten.
Zu Beginn des 18. Jahrhunderts errichtete Ferdinando Sanfelice die monumentale Treppenanlage vor der Kirche und die darunterliegende Kirche Santa Maria Consolatrice degli Afflitti.
Das Kloster wurde im 19. Jahrhundert wie viele andere aufgehoben und in eine Kaserne umgewandelt – die sogenannte Caserma Garibaldi. 1856 wurde die Kirche durch Federico Torvagnini restauriert.
Im Zweiten Weltkrieg wurde der Gebäudekomplex durch die Bombardierungen von 1943 stark beschädigt und musste nach dem Krieg wieder restauriert werden.

## Das Äußere

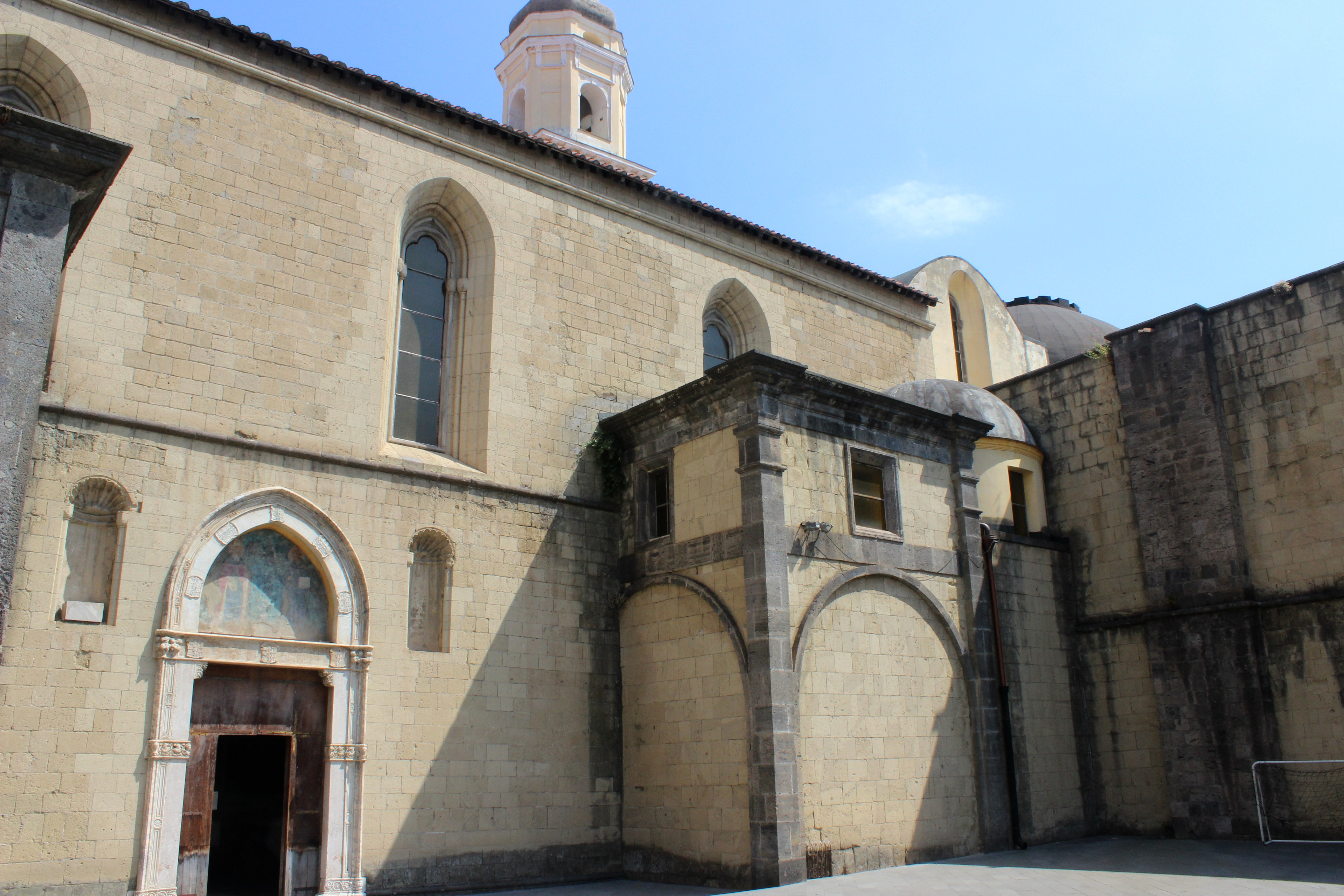
Seitenfassade mit Eingangsportal von San Giovanni a Carbonara

Es handelt sich um einen relativ verschachtelten Komplex verschiedener Kirchen, Kapellen und Innenhöfe.
Man steigt zur Kirche über die von Ferdinando Sanfelice 1707–08 erbaute doppelläufige Treppenanlage aus Piperno hinauf. Links unten vor der Treppe steht die Chiesa della Pietatella a Carbonara. Zwischen den Treppenläufen am Fuß der eigentlichen Kirche liegt der Eingang zu einer weiteren kleinen Kirche (oder Kapelle) aus dem 18. Jahrhundert: der Chiesa della Consolazione a Carbonara, in der man eine Statue von Johannes dem Täufer von Annibale Caccavello sehen kann; der Hauptaltar von Giuseppe Sanmartino befand sich ursprünglich in der darüberliegenden Kirche San Giovanni.
Die oberhalb der Treppe sichtbare repräsentative Fassade ist eigentlich der Eingang zur Cappella di Santa Monica (siehe unten), die rechts vom Chorraum von San Giovanni liegt. Um zur eigentlichen Kirche zu gelangen, muss man sich nach links wenden und durch ein Portal in den dahinterliegenden Innenhof gehen: Hier befindet sich die Seitenfassade mit dem Eingang von San Giovanni. Das Gebäude ganz links ist die Cappella Seripando.
Die Fassade zu San Giovanni wird durch ein gotisches Portal geprägt, das seit Jahrhunderten den einzigen Zugang zur Kirche bildet. An dessen Pfeilern um den Bogen sind acht Wappen der Anjou angebracht und die Sonne (sole) als Symbol der Adelsfamilie Caracciolo del Sole. Die Lünette über dem Portal wurde vermutlich von Leonardo da Besozzo freskiert.

## Das Innere

### Plan
| 1. Chiesa della Pietatella a Carbonara (Kirche) 2. Chiesa della Consolazione a Carbonara (Kirche) 3. Cappella di Santa Monica 4. Cappella Seripando 5. die Kirche San Giovanni a Carbonara 6. Altarbild Verkündigung 7. Grabmal für Antonio Galeazzo d’Itri 8. Cappella d’Eboli di Castropignano 9. Altare della Purificazione 10. Cappella Somma 11. Altare del Carmine 12. Grabmal von Angelillo Manco und Fresko San Nicola Tolentino 13. Altare (oder Cappella) Miroballo 14. Altar der Rosenkranzmadonna (Madonna del Rosario) 15. Cappella Recco (mit der Krippe) 16. Gnadenaltar (Altare delle Grazie) 17. Sakristei 18. Skulptur von Johannes d. Täufer 19. Cappella Caracciolo di Vico 20. Grabmonument des Ladislao di Durazzo 21. Cappella Caracciolo del Sole 22. Kreuzigung von Giorgio Vasari 23. Skulptur des Hl. Augustinus 24. Kreuzeskapelle (Cappella del Crocifisso) 25. Cappella Argento 26. Altare Recco | Plan des Komplexes von San Giovanni a Carbonara |

Der Grundriss von San Giovanni entspricht einem lateinischen Kreuz, mit einem einzigen rechteckigen Kirchenschiff und mehreren unregelmäßig verteilten Seitenkapellen. Der Raum ist von einem hölzernen Dachstuhl bedeckt (soffitto a capriate).

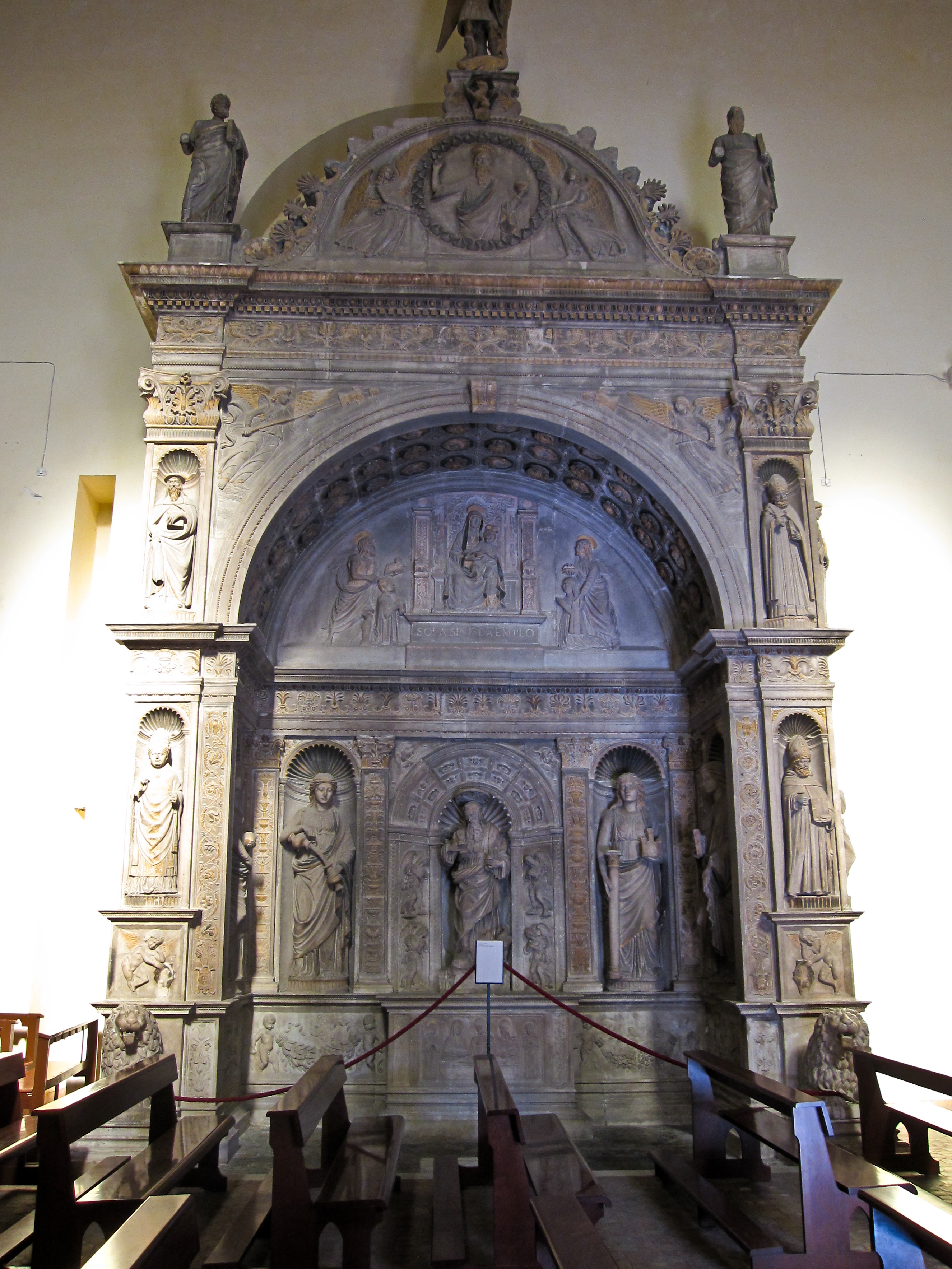
Der Altare Miroballo (15. Jahrhundert)

Der Zugang zur Kirche erfolgt durch ein Portal der rechten Seitenwand. Genau gegenüber dem Eingang an der linken Wand des Kirchenschiffs befindet sich der große Altar Miroballo (auch Cappella Miroballo genannt), der zum Teil noch Reste einer Vergoldung aufweist. Er ist (wie die ganze Kirche) Johannes dem Täufer gewidmet und gilt als Werk von Tommaso Malvito oder Jacopo della Pila. Neben mehreren Figuren von Kirchenvätern finden sich im untersten Bereich auch weibliche allegorische Figuren wie die Mäßigung und die Stärke. Darüber im halbkreisförmigen Bogen ein Relief mit einer thronenden Madonna mit Kind mit den Heiligen Johannes der Täufer und Johannes der Evangelist und den Stiftern Troiano Miroballo und seiner Frau. Oben in einem Tondo sieht man den segnenden Christus und darüber den Erzengel Michael.
Links davon, vor einer Nische mit Fresken aus dem Leben des Hl. Nikolaus von Tolentino, befindet sich das Grabmal des Antonio Miroballo von Lorenzo Vaccaro.

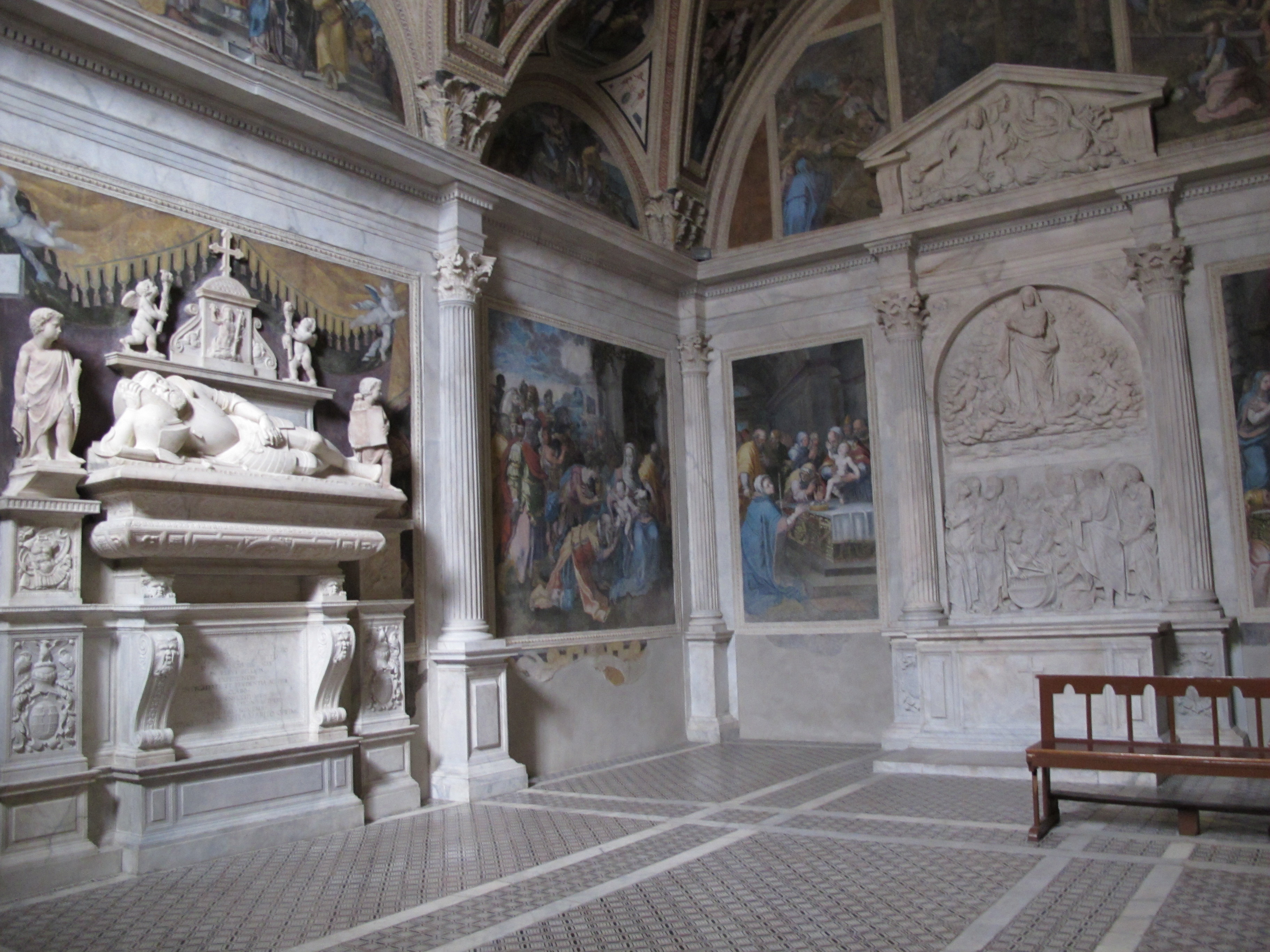
Die Cappella di Somma (1557–66)

Ganz links am hinteren Ende der Kirche (ehemals der Haupteingang), ist der Eingang zur prächtigen Cappella di Somma, die von 1557 bis 1566 von Annibale Caccavello und Giovan Domenico D’Auria geschaffen wurde. Ihre Wände und Gewölbe sind komplett mit Fresken und mit Dekorationen aus weißem Marmor geschmückt.
Rechts und links vom Eingang der Cappella di Somma befinden sich zwei Altäre: der Altar der Reinigung (della Purificazione) und der Altar der Madonna del Carmine (Altare del Carmine). In der Nähe steht eine weitere Madonna mit Kind von Michelangelo Naccherino von 1601, und das Grabmal von Biagio Marsicano von der Hand des Annibale Caccavello (1565–1567).
Rechts vom Altar Miroballo sieht man einen marmornen Altar mit einem prächtigen Altarbild einer Rosenkranzmadonna.
Im Kirchenschiff befinden sich außerdem der Altar der Madonna delle Grazie (Gnadenmadonna) und eine Skulptur einer Madonna mit Kind – beides wiederum Werke von Michelangelo Naccherino aus dem Jahr 1578.
In der alten Sakristei hingen einst 18 Bilder von Giorgio Vasari.
Der Triumphbogen zum Chorraum wird links und rechts von zwei Skulpturen flankiert, die Johannes den Täufer und den Heiligen Augustinus darstellen.
In der Apsis hinter dem Hauptaltar erhebt sich das berühmte Grabmonument von König Ladislao. Im Chorraum rechts eine Kreuzigung von Giorgio Vasari; links der Eingang zur Cappella Carracciolo di Vico (siehe unten).

### Grabmonument von König Ladislao

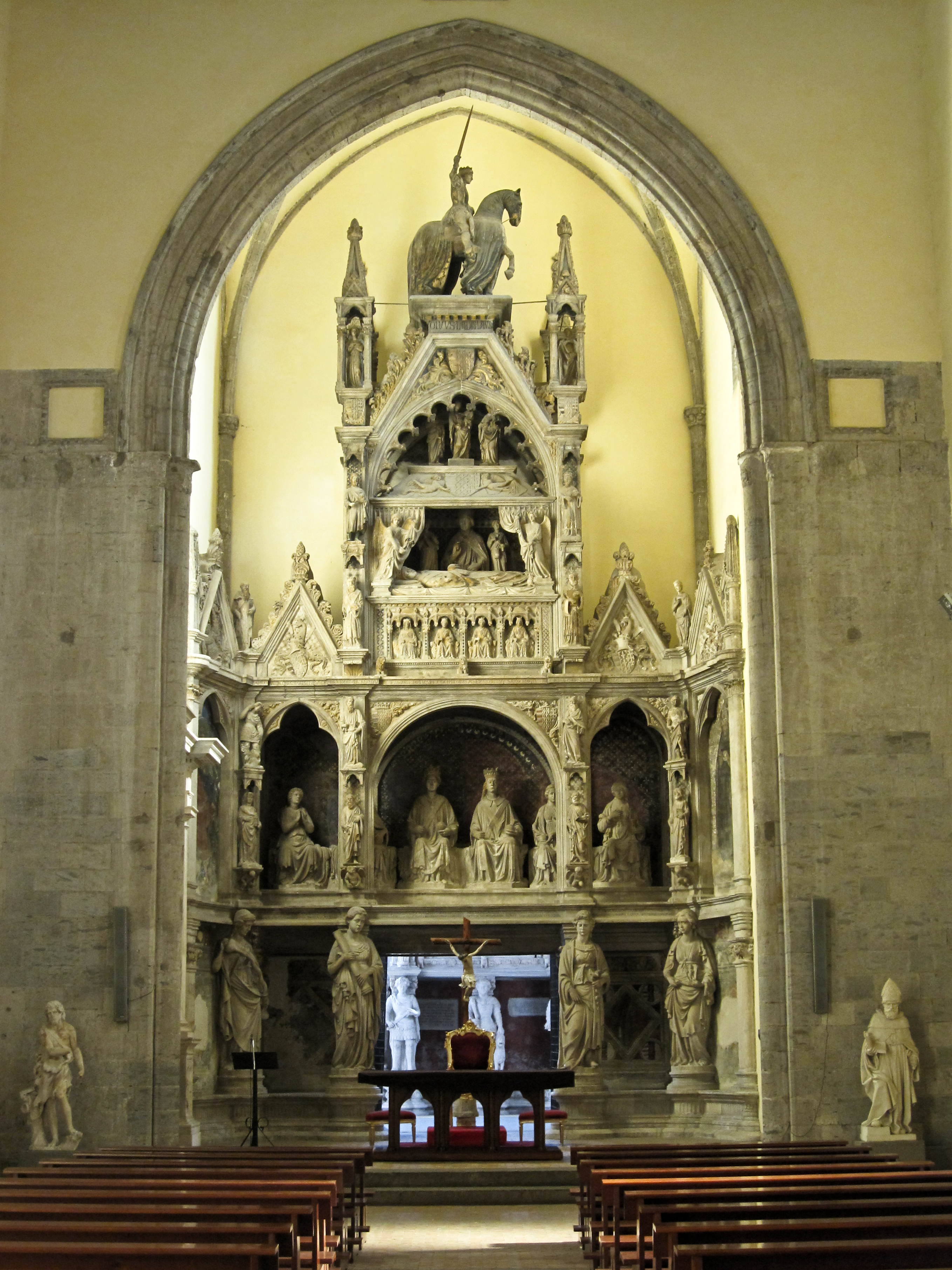
Das Grabmonument von König Ladislao, 1414–1428

Das Grabmonument von König Ladislao entstand im Auftrag seiner Schwester Johanna II. von Anjou. Es wurde in seinem Todesjahr 1414 begonnen und 1428 vollendet und wird meistens Andrea da Firenze zugeschrieben, könnte jedoch auch ein Gemeinschaftswerk diverser toskanischer und lombardischer Bildhauer sein. Der architektonische Rahmen ist im großen Ganzen noch von gotischen Formen geprägt, obwohl einzelne Elemente, wie der breite halbkreisförmige Bogen in der Mitte bereits auf die Frührenaissance verweisen.
Der Hauptcorpus des Monumentes ruht auf vier allegorischen Karyatiden, welche die Tugenden der Mäßigung (Temperanza), Stärke (Fortezza), Vorsicht (Prudenza) und der Großmut (Magnanimità) verkörpern. Zwischen den beiden mittleren Figuren liegt der Eingang zur Cappella Caracciolo del Sole.
In der Nische der darüberliegenden Etage sind sechs Sitzfiguren postiert, in der Mitte unter dem Rundbogen die thronenden Souveräne (und Geschwister) Ladislao und Johanna, umgeben von vier kleineren Skulpturen, die wiederum die Tugenden der Nächstenliebe (Carità), Glaube (Fede), Hoffnung (Speranza) und Wertschätzung (Valore) darstellen. Darüber befindet sich der Sarkophag Ladislaos, der mit kleinen Skulpturen verziert ist, die Ladislao selber und Johanna darstellen, sowie Carlo III. und Margherita. Auf dem Sarkophag die Liegefigur des Verstorbenen mit einem segnenden Bischof dahinter. Im Tympanon darüber sieht man eine Madonna mit Kind zwischen den Heiligen Johannes der Täufer und Augustinus. Ganz oben befindet sich als Bekrönung die Reiterstatue des Königs Ladislao, der sieghaft sein Schwert in die Höhe streckt – vermutlich eine symbolische Anspielung auf den heiligen Georg oder auf den Erzengel Michael, die ganz ähnlich dargestellt wurden (Michael z. B. am Altar Miroballo).
Die stützenden Pfeiler des Monumentes sind mit sechzehn Statuetten von Aposteln, Propheten und Königen dekoriert, während auf den gotischen Wimpergen und an einigen anderen Stellen die königlichen Wappen abgebildet sind.

### Cappella Caracciolo del Sole

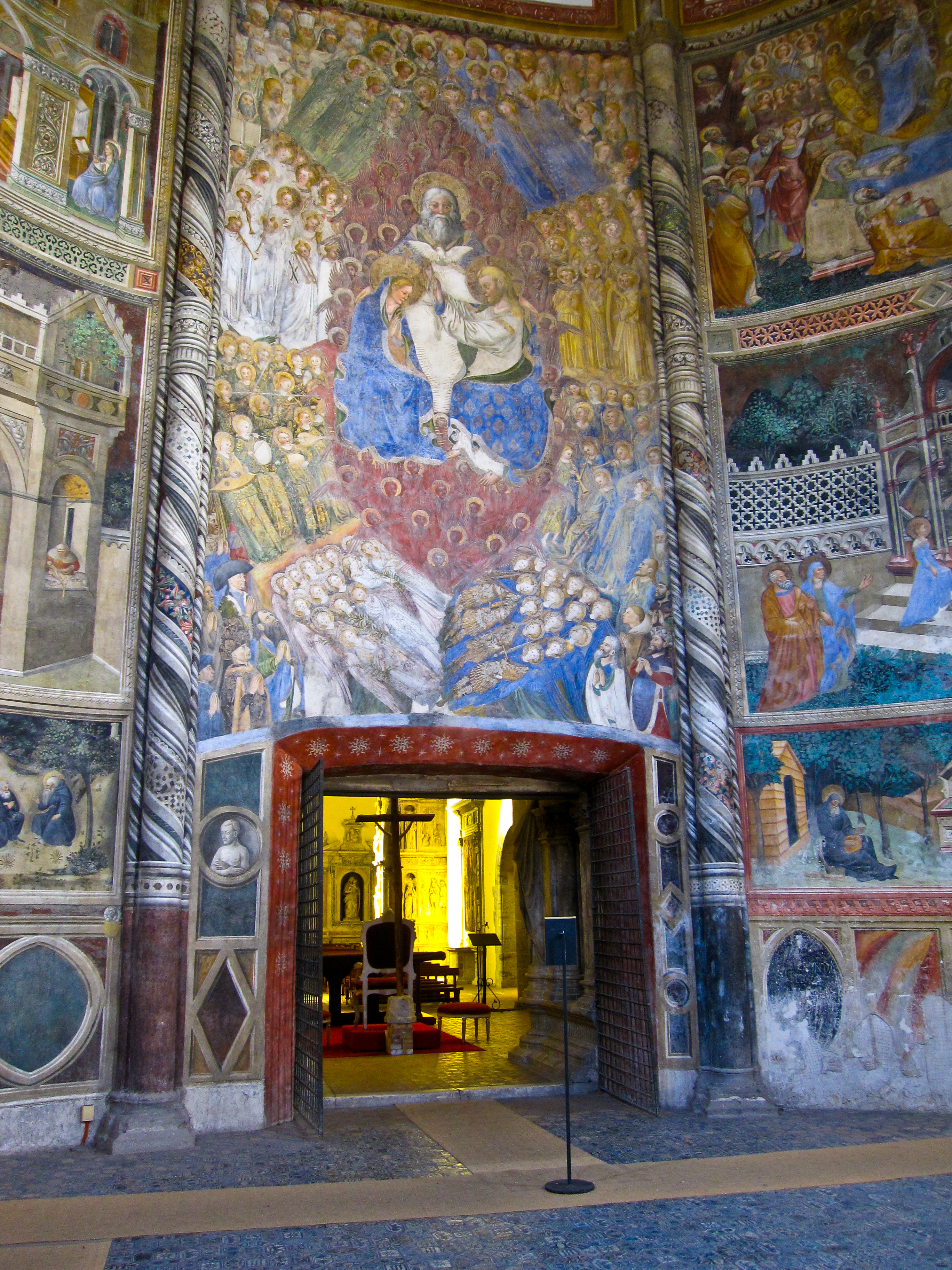
Fresken an der Eingangswand der Kapelle mit der Marienkrönung von Leonardo da Besozzo (nach 1438)

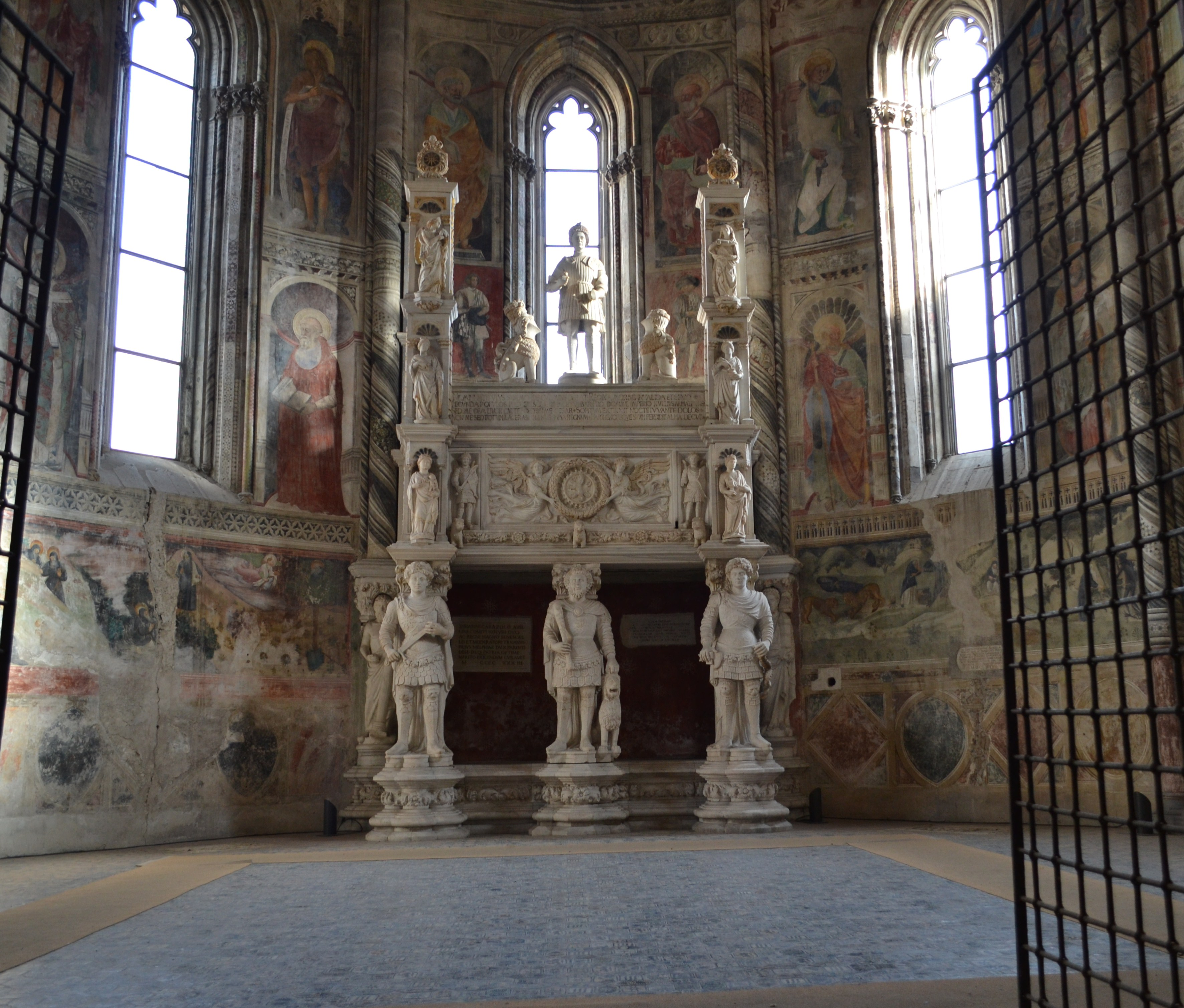
Die Cappella Carracciolo del Sole mit dem Grabmal des Sergianni Caracciolo (1441)

Wenn man durch die mittleren Karyatiden des Grabmonuments für König Ladislaus hindurchgeht, erreicht man die kreisrunde Cappella Caracciolo del Sole. Ihr Fußboden ist mit wertvollen Majolika-Fliesen aus dem 15. Jahrhundert belegt, auf denen neben den immer wieder auftauchenden Wappenlöwen und Sonnen mit wellenförmigen Strahlen – den Emblemen der Familie Caracciolo del Sole – verschiedene Tiere, pflanzliche Motive und zeitgenössische menschliche Figuren zu sehen sind.
Die Wände wurden in der zweiten Hälfte des 15. Jahrhunderts komplett mit Fresken bemalt, im unteren Register ein Zyklus über das Leben der Augustinereremiten von Perinetto da Benevento, und oben ein Marienzyklus von dem aus Mailand stammenden Leonardo da Besozzo. Über dem Eingang befinden sich die Präsentation der Maria im Tempel und der Tod der Maria von Perinetto, und mehrere Malereien von Antonio da Fabriano, der hier die Geburt Mariä, die Verkündigung und verschiedenen Heilige darstellte.
In der Kapelle befindet sich außerdem das Grabmal des Sergianni Caracciolo, Großseneschall (Gran Siniscalco) des Reiches und Liebhaber der Königin Johanna II., der 1427 ermordet wurde. Es wurde vermutlich vom Bruder des Verstorbenen in Auftrag gegeben und 1441 von Andrea da Firenze und einem lombardischen Bildhauer ausgeführt. Der von drei Kriegern getragene Sarkophag ist mit einem Relief versehen, auf dem zwei elegante Engel einen Kranz und das Familienwappen mit einem Löwen halten. Neben verschiedenen anderen Skulpturen – darunter einer Madonna mit Kind –, steht oben zwischen zwei Löwen das Standbild des Verstorbenen Sergianni. Die Inschrift darunter wurde von dem Presbyter, Humanisten und Philosophen Lorenzo Valla verfasst.

Fresken der Cappella Caracciolo del Sole (Auswahl)
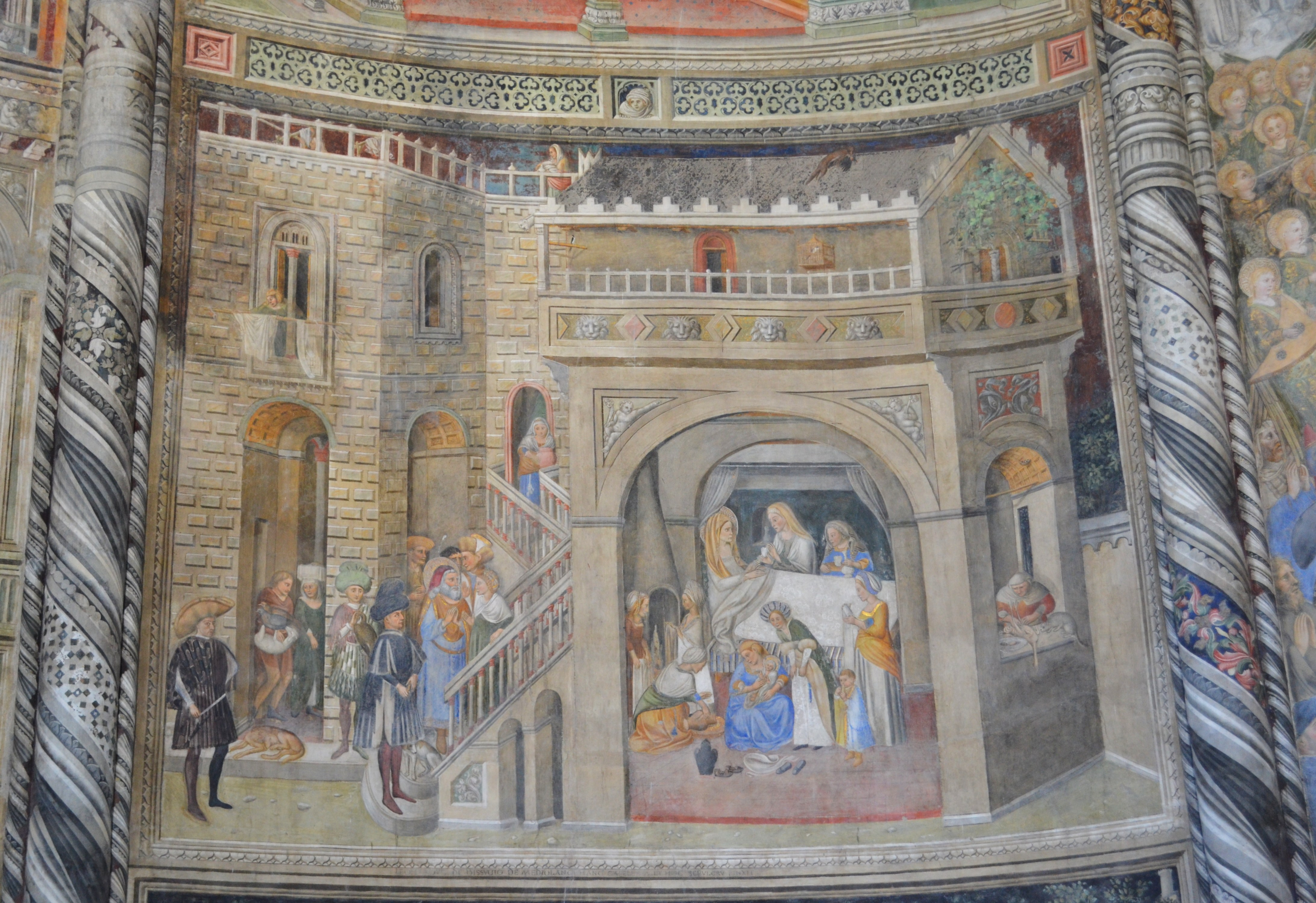
Leonardo da Besozzo: Geburt Mariens
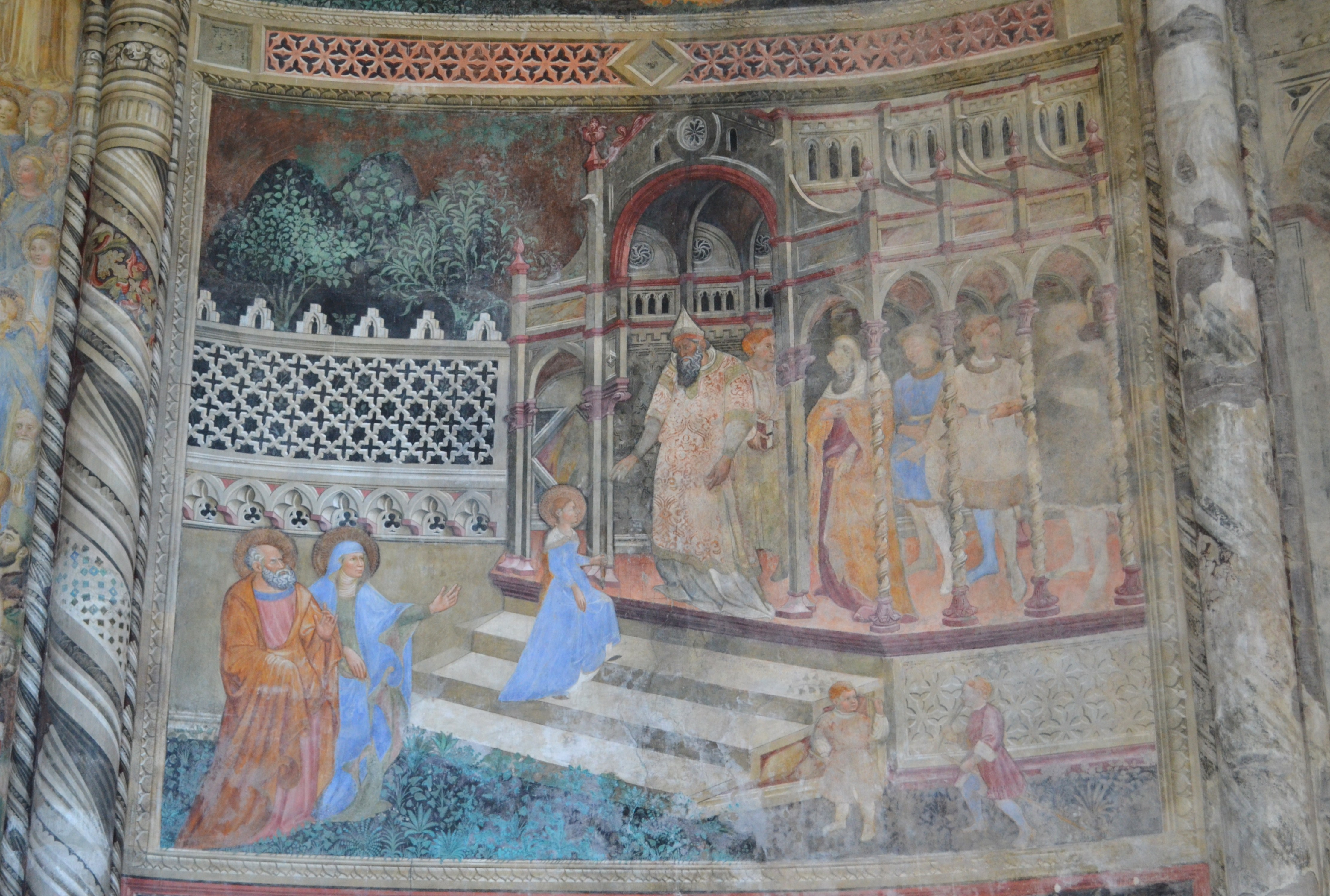
Leonardo da Besozzo: Darstellung Mariens im Tempel
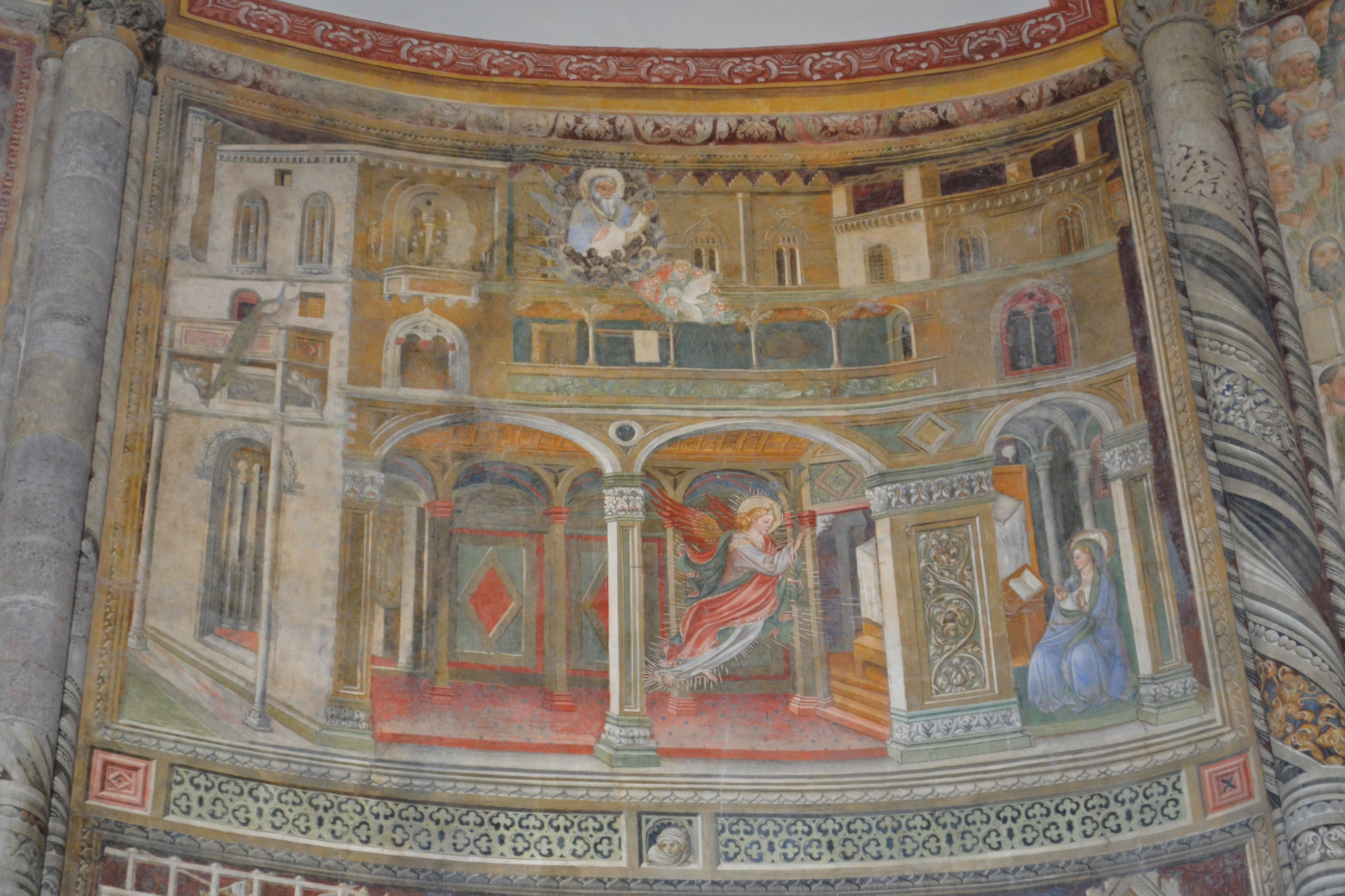
Leonardo da Besozzo: Verkündigung Mariens
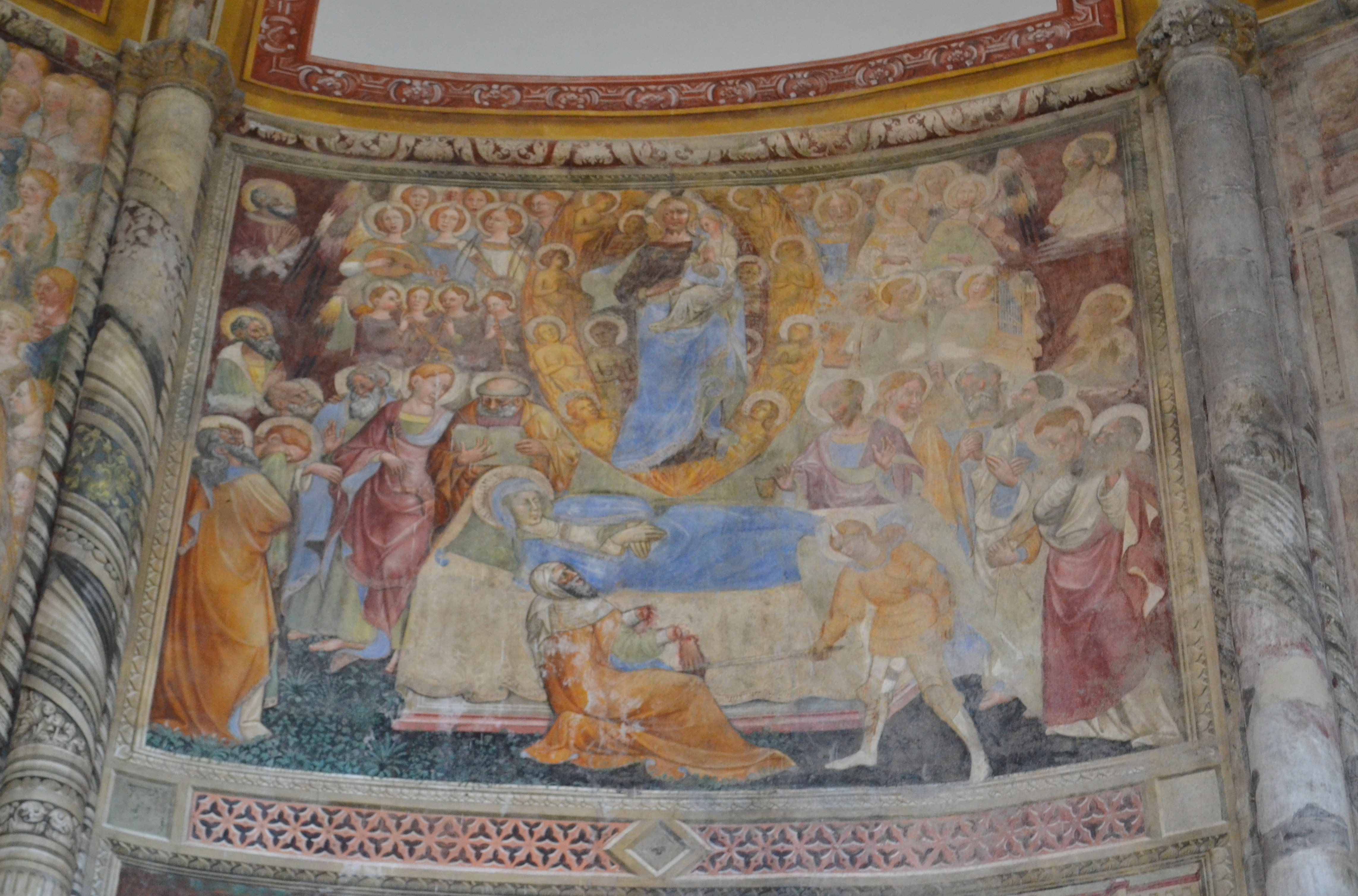
Leonardo da Besozzo: Tod der Jungfrau Maria
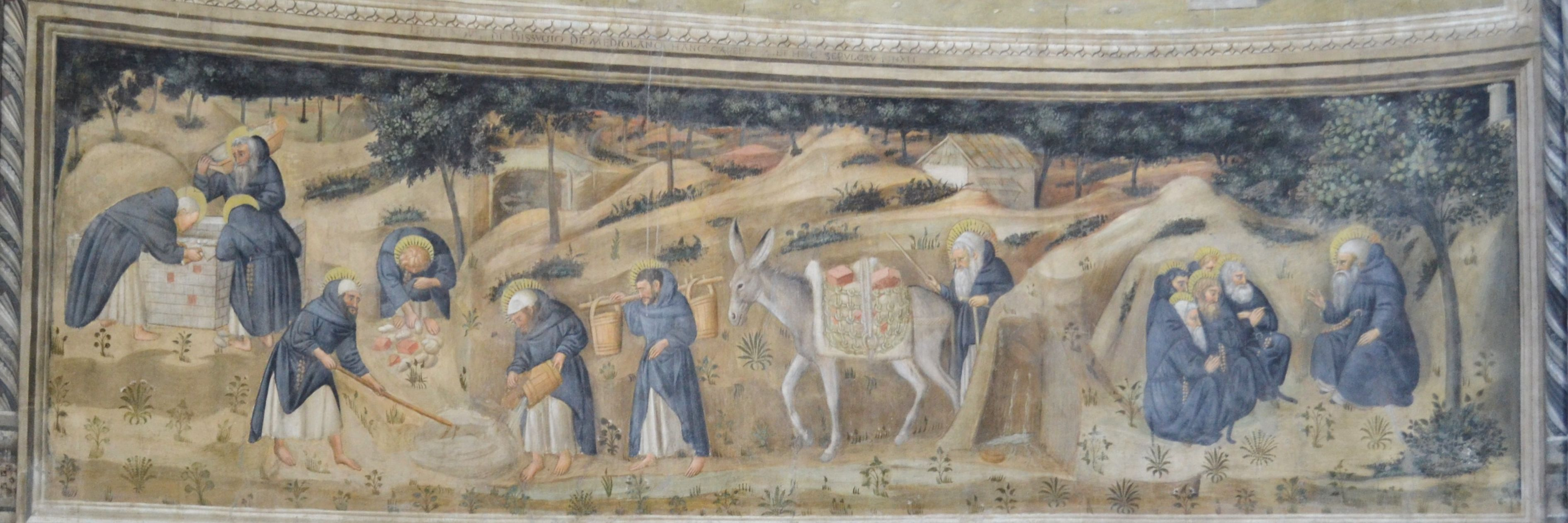
Perinetto da Benevento: Leben der Augustiner-Eremiten (15. Jahrhundert)

### Cappella Carracciolo di Vico

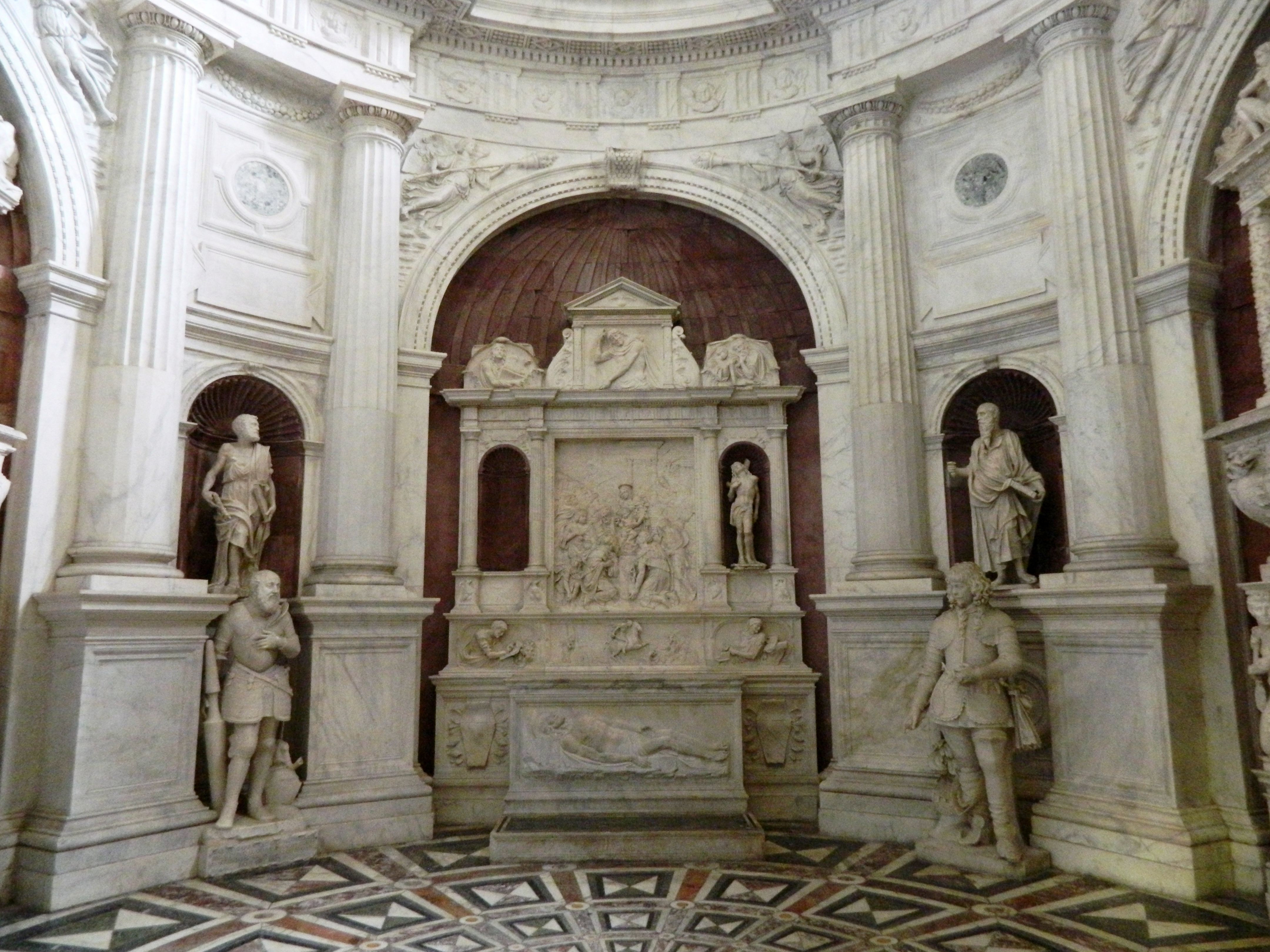
Die Cappella Carracciolo di Vico mit dem Epiphaniasaltar und den Statuen von Marcello Caracciolo von Girolamo D’Auria (links; 1573) und Carlo Maria Caracciolo von Ercole Ferrata (rechts; 1641)

Die Cappella Carracciolo di Vico befindet sich links vom Presbyterium. Sie ist ein typisches und repräsentatives Werk der Hochrenaissance und wurde nach 17 Jahren Arbeit im Jahr 1516 fertiggestellt. Die Marmordekorationen wurden von einem Architekten aus der Schule des Bramante entworfen; ihre Ausführung wird Giovanni Tommaso Malvito zugeschrieben.
Auch diese Kapelle ist eine Rotunde mit einer kassettierten Kuppel und einem mehrfarbigen Marmorboden mit geometrischem Dekor. Die einzigen Lichtquellen befinden sich oben in der Kuppel und im Tambour, der mit Apostelfiguren geschmückt ist, darunter auch der Hl. Petrus von Giovanni da Nola (1540). Die Wände werden durch dorische Säulen gegliedert, zwischen denen sich Nischen mit Statuen der Heiligen Paulus, Andreas und Johannes öffnen. Der marmorne Altar ist ein Werk der spanischen Bildhauer Diego de Siloé und Bartolomé Ordóñez, in einer heute leeren Nische stand einst eine Statue Johannes der Täufer von Girolamo Santacroce. Die beiden ebenerdigen Statuen vor den Nischen stellen Carlo Maria (1643) und Marcello Caracciolo (1573) dar, und wurden von Ercole Ferrata und Girolamo D’Auria geschaffen.
Vor den beiden marmorverkleideten Nischen neben dem Eingang befinden sich zwei Büsten: Lucio Caracciolo aus der Werkstatt von Giuseppe Sanmartino, und Carlo Andrea Caracciolo von Giuliano Finelli (1643).
Die beiden großen Grabmäler von Galeazzo Carracciolo und von Nicolantonio Carraciolo sind Werke von Giovanni Domenico D’Auria und Annibale Caccavello (1557).

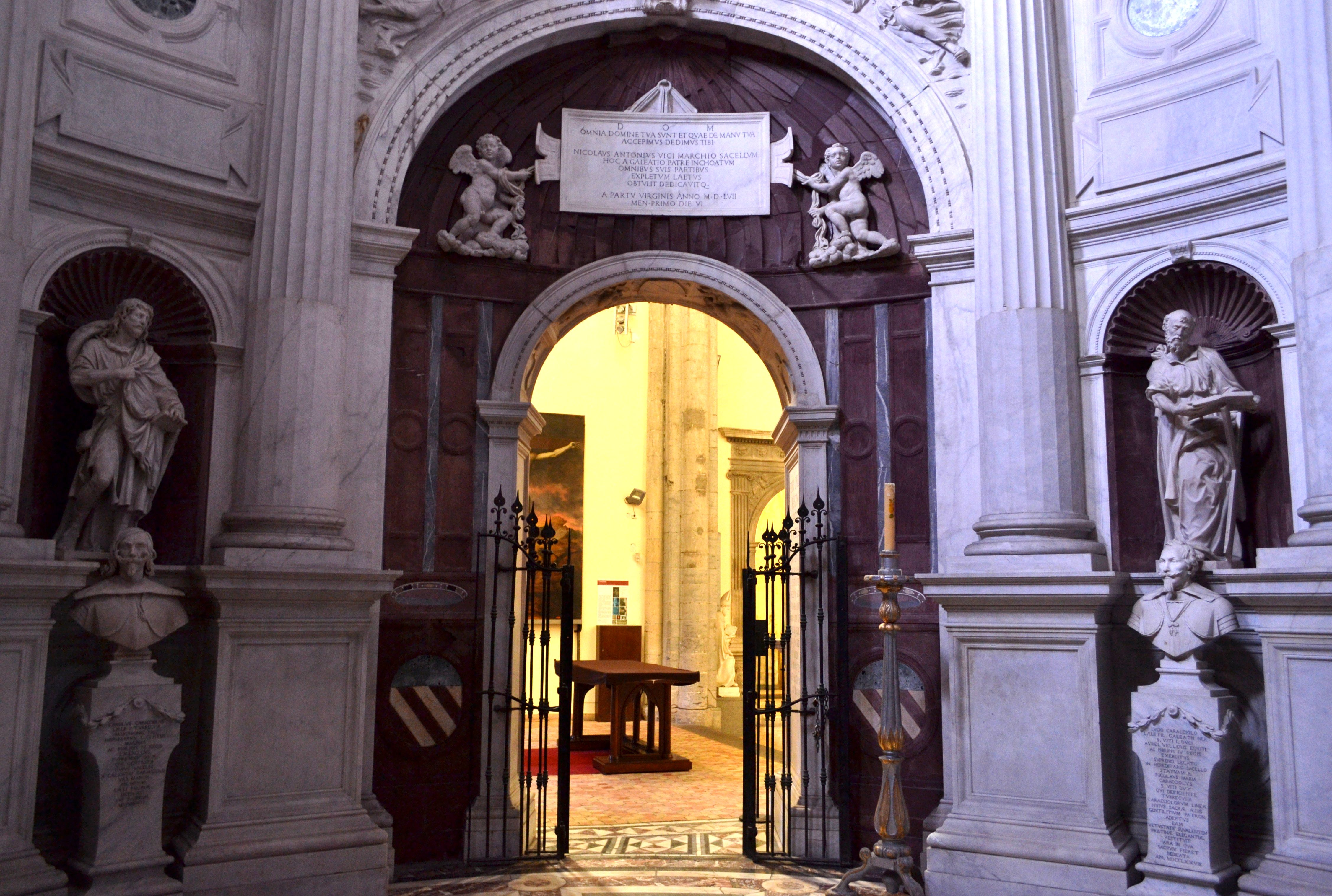
Eingang der Cappella Caracciolo di Vico
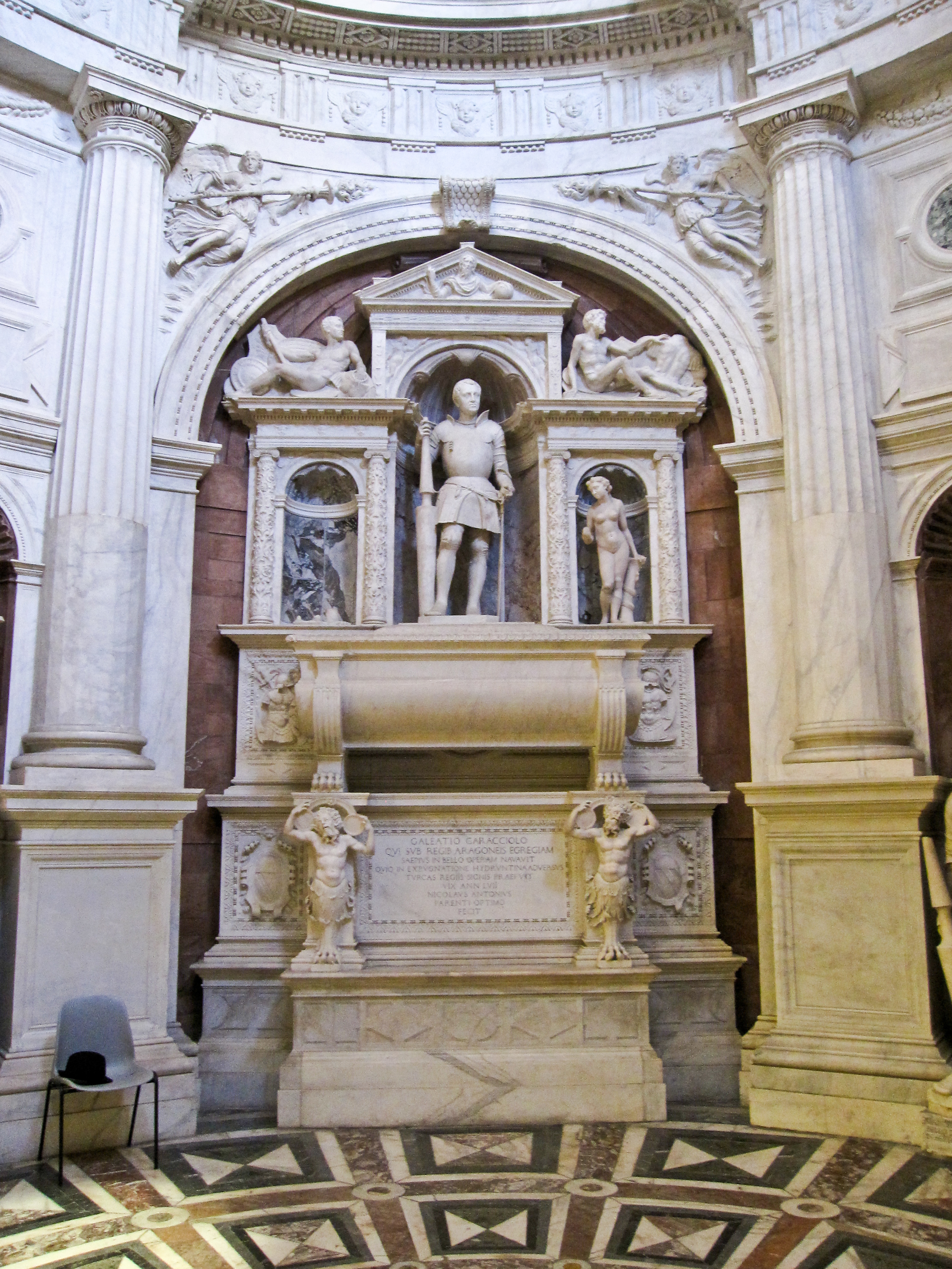
Grabmal von Galeazzo Carracciolo (1573)
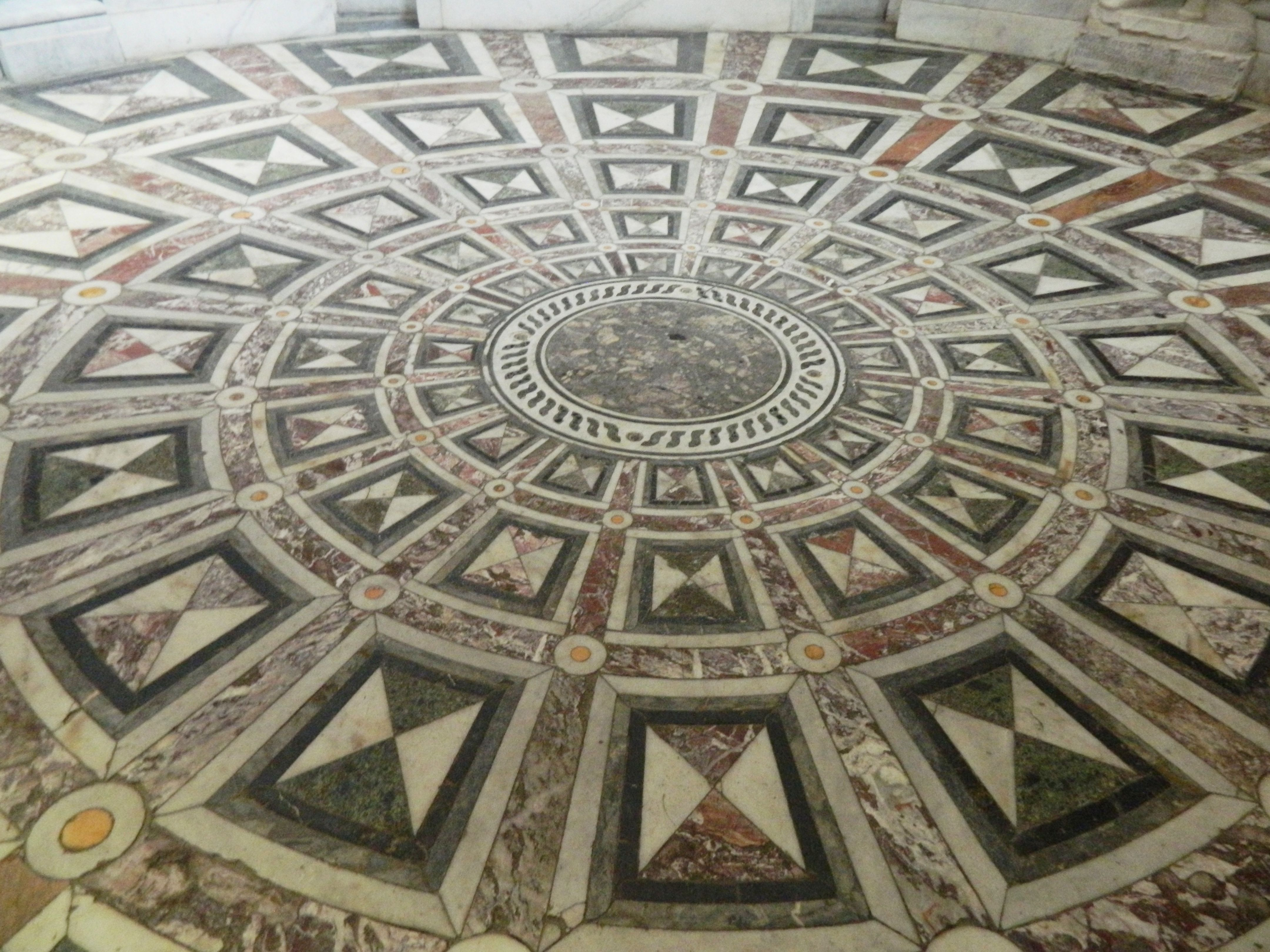
Marmorboden der Kapelle
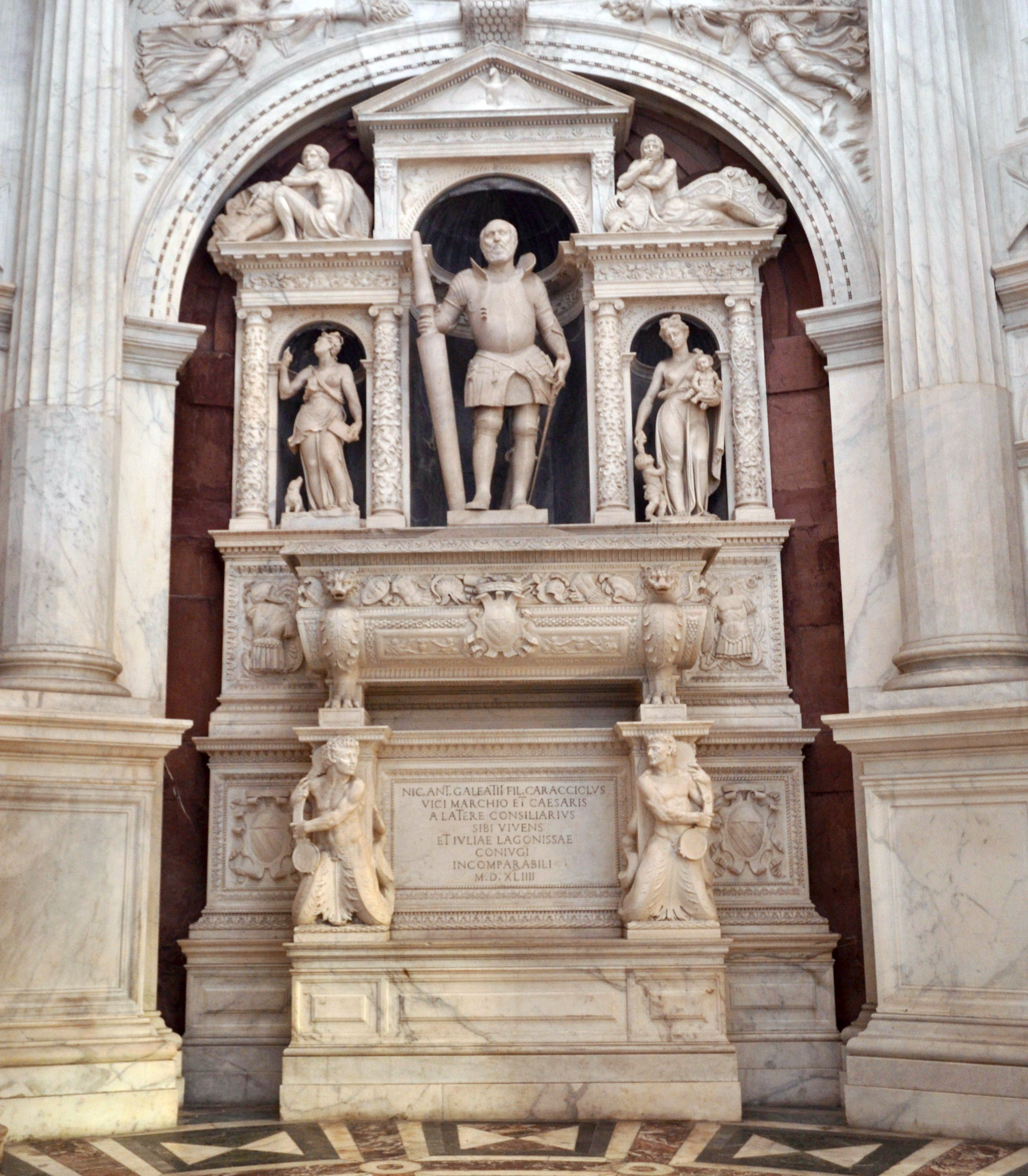
Grabmal des Nicolantonio Caracciolo von Annibale Caccavello und Girolamo D’Auria (1573)
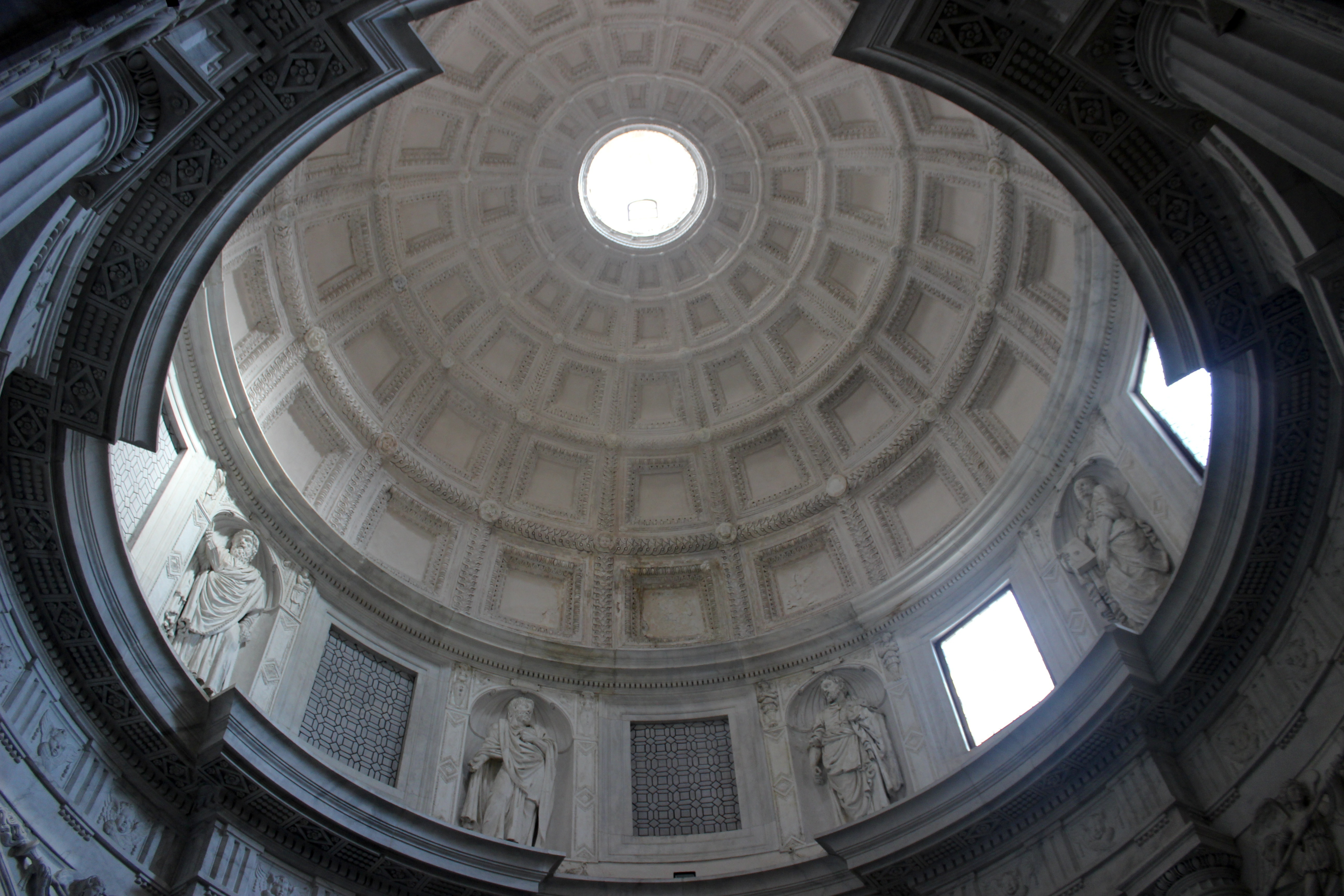
Blick in die Kuppel

## Kreuzgänge
Zum Gebäudekomplex von San Giovanni a Carbonara gehören drei Kreuzgänge, die an der Via Carbonara liegen, zwischen der Kirche und der ehemaligen Caserma (Kaserne) Garibaldi.
Der große Chiostro del Re Ladislao wurde zu Beginn des 15. Jahrhunderts durch König Ladislao erbaut. Nach einer alten Legende soll hier im Kreuzgang ein Bruder namens Cristiano Franco im Beisein des Königs einen Apfelbaum mit den Wurzeln nach oben in Richtung Himmel gepflanzt haben. Der Baum soll „sofort“ Blätter, Blüten und Früchte getragen haben. Eine Darstellung dieser wundersamen Begebenheit befindet sich im Inneren der Kirche. An den Wänden gibt es noch Reste eines Freskenzyklus über die Geburt Christi aus dem 15. Jahrhundert. Der Kreuzgang war im 15. und 16. Jahrhundert Schauplatz gebildeter Zusammenkünfte von Humanisten wie Jacopo Sannazaro, Giovanni Pontano und Benedetto Gareth, gen. „Chariteo“.
Im Laufe der Jahrhunderte kamen zwei weitere Kreuzgänge hinzu, die aktuell jedoch teilweise durch die Hinzufügung modernen Mauerwerks beeinträchtigt sind. Der von Slancia Caracciolo gestiftete Chiostro della Porteria aus der ersten Hälfte des 16. Jahrhunderts in der Nähe der Pforte und der 1570 auf Wunsch von Marcello Serripando erbaute Chiostro Nuovo, in dessen anliegenden Gebäuden die bedeutende Bibliothek des Kardinals untergebracht war.

## Cappella di Santa Monica
Die Cappella di Santa Monica liegt an der Via Carbonara, direkt über der barocken Treppenanlage; von San Giovanni a Carbonara aus gesehen befindet sich die Kapelle auf rechten Seite der Apsis, gegenüber der Cappella Caracciolo di Vico.
Beachtung verdient das marmorne Eingangsportal aus der ersten Hälfte des 15. Jahrhunderts, das einem Schüler von Andrea Guardi zugeschrieben wird. Links stehen Statuen der Heiligen Agathe, Katharina und Barbara, und rechts Anastasia, Apollonia und Ursula. Darüber sieht man links den Erzengel Gabriel und Johannes den Täufer, und rechts die Madonna und den Hl. Augustinus. Das Fresko mit der Glorie der Jungfrau Maria im Tympanon wird Leonardo da Besozzo zugeschrieben, darüber sieht man ein Basrelief mit zwei Engeln, die einen Tondo mit dem segnenden Christus halten. das Ganze wird bekrönt von einer Madonna mit Kind.
Die Kapelle wurde im 15. Jahrhundert auf Wunsch der Familie Sanseverino errichtet, wahrscheinlich von Ruggero Sanseverino († 1433) und seiner Frau Covella Ruffo di Corigliano, deren Wappen an der Base der Säulen des Eingangsportals eingemeißelt sind. Es handelt sich um einen einschiffigen Raum, in dem sich heute nur noch das Grabmal des Ruggiero Sanseverino befindet, das in den 1430er Jahren von Andrea Guardi geschaffen wurde.